# Gil García
Gil García är en kommun i Spanien.   Den ligger i provinsen Provincia de Ávila och regionen Kastilien och Leon, i den centrala delen av landet, 160 km väster om huvudstaden Madrid. Arean är 15,0 kvadratkilometer.
Terrängen i Gil García är lite bergig.